# Smolensker Friedhof

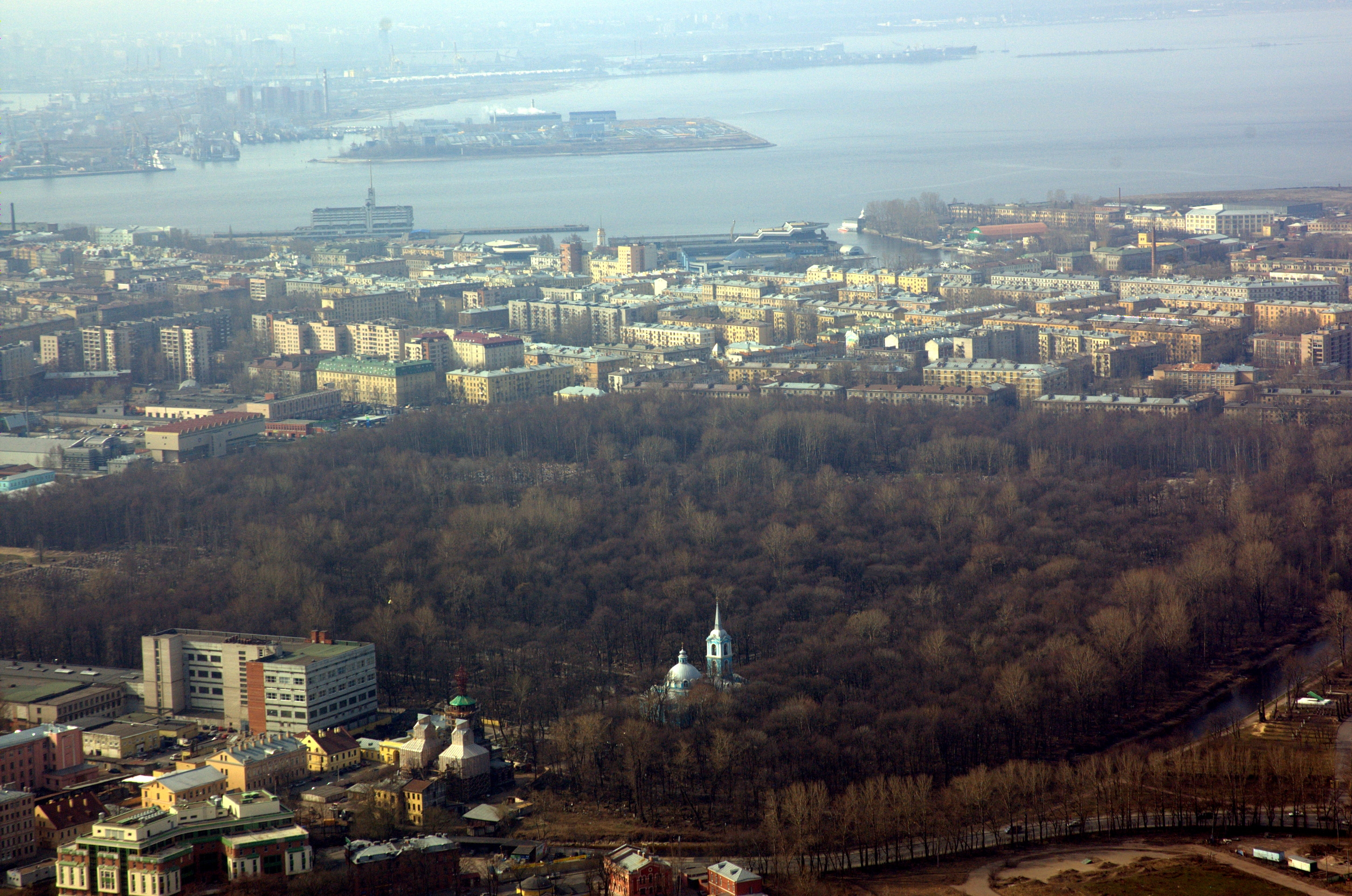
Luftbild des Friedhofs, mit der Newa im Hintergrund

Der Smolensker Friedhof (russisch Смоленское кладбище) wurde in der ersten Hälfte des 18. Jahrhunderts angelegt und ist damit der älteste kontinuierlich genutzte Friedhof in Sankt Petersburg, Russland. Die Anlage befindet sich zentral auf der Wassiljewski-Insel und wird durch die Smolenka, einen Seitenarm der Newa, in den größeren russisch-orthodoxen Friedhof und die im Norden auf der Dekabristeninsel liegenden kleineren lutherischen und armenischen Abteilungen geteilt.

## Russisch-orthodoxer Friedhof
Über den orthodoxen Friedhof ist bekannt, dass er seit 1738 existierte, aber erst offiziell 1758 anerkannt wurde. Durch die hohen Grundwasserstände war der Bau von Entwässerungskanälen erforderlich. Der Friedhof hat zwei Kirchen. Die ältere Kirche ist Theotokos von Smolensk gewidmet. Das Gebäude wurde zwischen 1786 und 1790 errichtet. Die Kirche wurde zwischen 1940 und 1946 durch die Bolschewiken geschlossen, dann restauriert und wiedereröffnet zwischen 1960 und 1987. Es ist das einzige Zeugnis des Naryschkin-Barock in Sankt Petersburg. Die Kirche ist bekannt für ihre blendende neobarocke Architektur. Andere Gebäude auf dem Gelände waren die erste Holzkirche, die Erzengel-Michael-Kirche, die durch eine Flut 1824 zerstört wurde.
Der Friedhof war eine traditionelle Begräbnisstätte für die Professoren der Kaiserlichen Akademie der Künste und der St. Petersburger Universität, beide lagen auf der Wassiljewski-Insel.
Berühmte Persönlichkeiten, die auf dem Friedhof begraben liegen, sind:
- Xenija von St. Petersburg (zwischen 1719 und 1730–um 1803), Heilige
- Wassili Trediakowski (1703–1769), Dichter und Literaturtheoretiker
- Mikhail Kozlovsky († 1802)
- Andrejan Sacharow (1761–1811), Architekt
- Andrei Nartow (1737–1813), Offizier, Dichter, Übersetzer, Staatsbeamter und Forstwissenschaftler
- Anton Iwanow (1815–1848), Bildhauer
- Elisabeth Kulmann (1808–1825), deutsch-russische Dichterin
- Dmitri Bortnjanski (1751–1825), ukrainisch-russischer Komponist
- Iwan Martos (1754–1835), Bildhauer
- Gleb Schischmarjow (1781–1835), Polarforscher
- Matwei Murawjow (1784–1836), Marineoffizier und Forschungsreisender
- Michail Wassiljew (1777–1847), Polarforscher
- Konstantin Newolin (1806–1856), Rechtshistoriker und Professor
- Taras Schewtschenko (1814–1861), Maler und Lyriker
- Nikolai Schlenjow (1777–1863), Bergbauingenieur
- Nikolai Ustrjalow († 1870)
- Vasily Karatygin († 1880)
- Nikolai Sinin (1812–1880), Organischer Chemiker
- Fjodor Iordan (1800–1883), Graveur, Kupferstecher, Professor und Rektor der Russischen Akademie der Künste
- Iwan Kramskoi (1837–1887), Maler, Pädagoge und Kunstkritiker
- Wassyl Lasarewskyj (1817–1890), ukrainischer Schriftsteller, Übersetzer und russischer Geheimrat
- Alexander Moschaiski (1825–1890), russisch-polnischer Marineoffizier und Luftfahrtpionier
- Iwan Schischkin (1832–1898), Maler und Grafiker
- Archip Kuindschi (1841–1910), Maler
- Nikolai Beketow (1827–1911), Chemiker
- Pjotr Semjonow-Tjan-Schanski (1827–1914), Geograph, Botaniker, Entomologe und Zentralasienforscher
- Iwan Bubnow (1872–1919), Marineingenieur und Konstrukteur von U-Booten
- Iwan Time (1838–1920), Bergbauingenieur und Hochschullehrer
- Leonid Posen (1849–1921), Jurist und Bildhauer
- Michail Schdanko (1855–1921), Hydrograph
- Alexander Blok (1880–1921), Dichter der russischen Moderne
- Alexander Friedmann (1888–1925), Physiker, Geophysiker und Mathematiker
- Fjodor Sologub (1863–1927), Schriftsteller
- Fjodor Uspenski (1845–1928), Byzantinist
- Andrei Aplaksin (1879–1931),  Bauingenieur, Architekt, Restaurator und Hochschullehrer
- Nestor Pusyrewski (1861–1934), Wasserbauingenieur und Hochschullehrer
- Nikolai Lichatschow († 1936)
- Lidija Tscharskaja (1875–1937), Jugendbuchautorin und Theaterschauspielerin
- Boris Piotrowski (1908–1990), Archäologe
- Sergei Kubassow (1945–2004), Bildhauer und Hochschullehrer

Nach der russischen Revolution von 1917 haben die örtlichen Behörden angekündigt, den Friedhof bis 1937 abzureißen und ihn durch einen öffentlichen Park zu ersetzen. Ganze Gräber oder ihre skulpturalen Details wurden in Museen verlegt. Die Gräber von Kozlovsky, Zakharov, Martos, Bortniansky, Karatygin, Kramskoi, Shishkin und Kuindzhi wurden später auf Betreiben des Alexander-Newski-Klosters umgebettet. Alexander Bloks Grab war das letzte, das 1944 den Ort wechselte. Die Folgen des Zweiten Weltkrieges verschoben weitere Pläne. Der Friedhof wurde in den frühen 1980er Jahren schließlich für ausgewählte Bestattungen wiedereröffnet.

## Lutherischer Friedhof
Über den lutherischen Friedhof auf der Dekabristen-Insel ist bekannt, dass er seit 1747 existiert, und dass auf ihm viele deutschstämmige St. Petersburger begraben liegen. Der kleine Smolenka-Fluss trennt ihn vom gleichnamigen orthodoxen Friedhof. Dieser Friedhof enthielt die Bestattungen der Pfarrkinder der evangelisch-lutherischen Kirche der hl. Katarina und der katholischen Kirche der hl. Katharina. Der Friedhof wurde 1919 verstaatlicht und später geschlossen. Nachdem die Gräber ausgehoben und auf das Territorium des Alexander-Newskij-Klosters umgebettet worden waren, entstanden auf den entweihten Flächen eine Feuerwache und eine Tankstelle. Die übrigen Gräber stehen heute unter staatlichem Denkmalschutz. Dazu gehören Heinrich Wittes Grab, ein Inspektor der Petrischule. Ebenso erinnern noch einige Grabsteine an das Bankier-Geschlecht Stieglitz.
Im Einzelnen sind folgende Gräber berühmter Persönlichkeiten zu finden:
Efstratios Delarof, Leone Adamini, Fjodor Busse, Alexander Reder, Germain Henri Hess, José de Ribas, Hermann Dalton, Wassili Dokutschajew, Woldemar Hau, Moritz von Jacobi, Agustín de Betancourt, Jacques Balthazar Brun de Sainte-Catherine, Jean-François Thomas de Thomon, Fjodor Nikolajewitsch Litke, Xavier de Maistre, Ludvig Nobel, Georg Friedrich Parrot, Eduard Theodor Pleske, Edward Piekarski, Karl Robert von Nesselrode, Wladimir Nikolajewitsch Graf Lamsdorf und Friedrich Maximilian von Klinger, dessen Drama Sturm und Drang einer ganzen literarischen Richtung einen Namen gab. Olga Maria Sievers, eine Tante von Thomas Mann, liegt auf dem Friedhof an der Seite ihres Mannes Gustav Sievers, der als Pastor Sievert Tiburtius in den Roman Buddenbrooks einging.

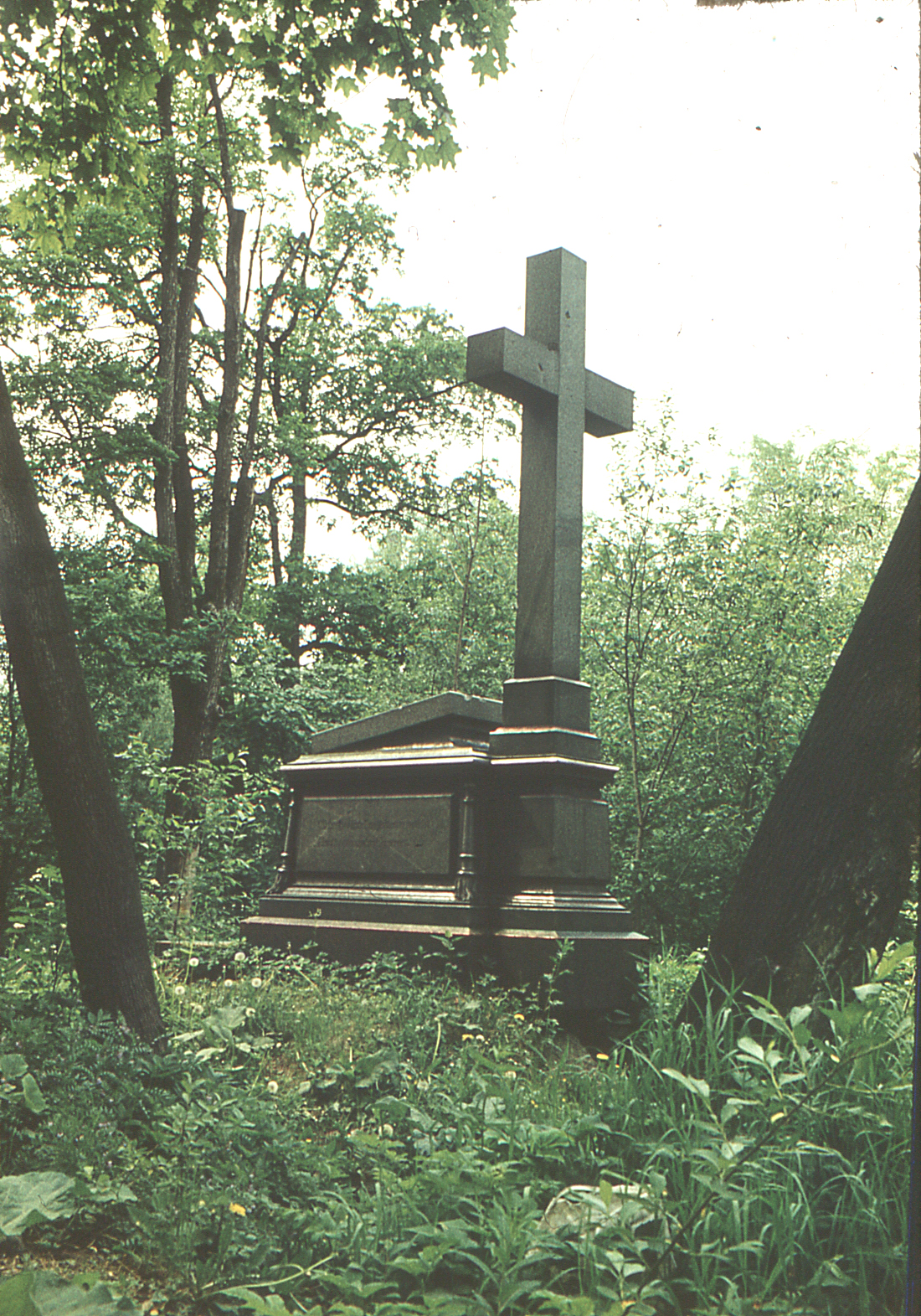
Das Grab von Karl Robert von Nesselrode
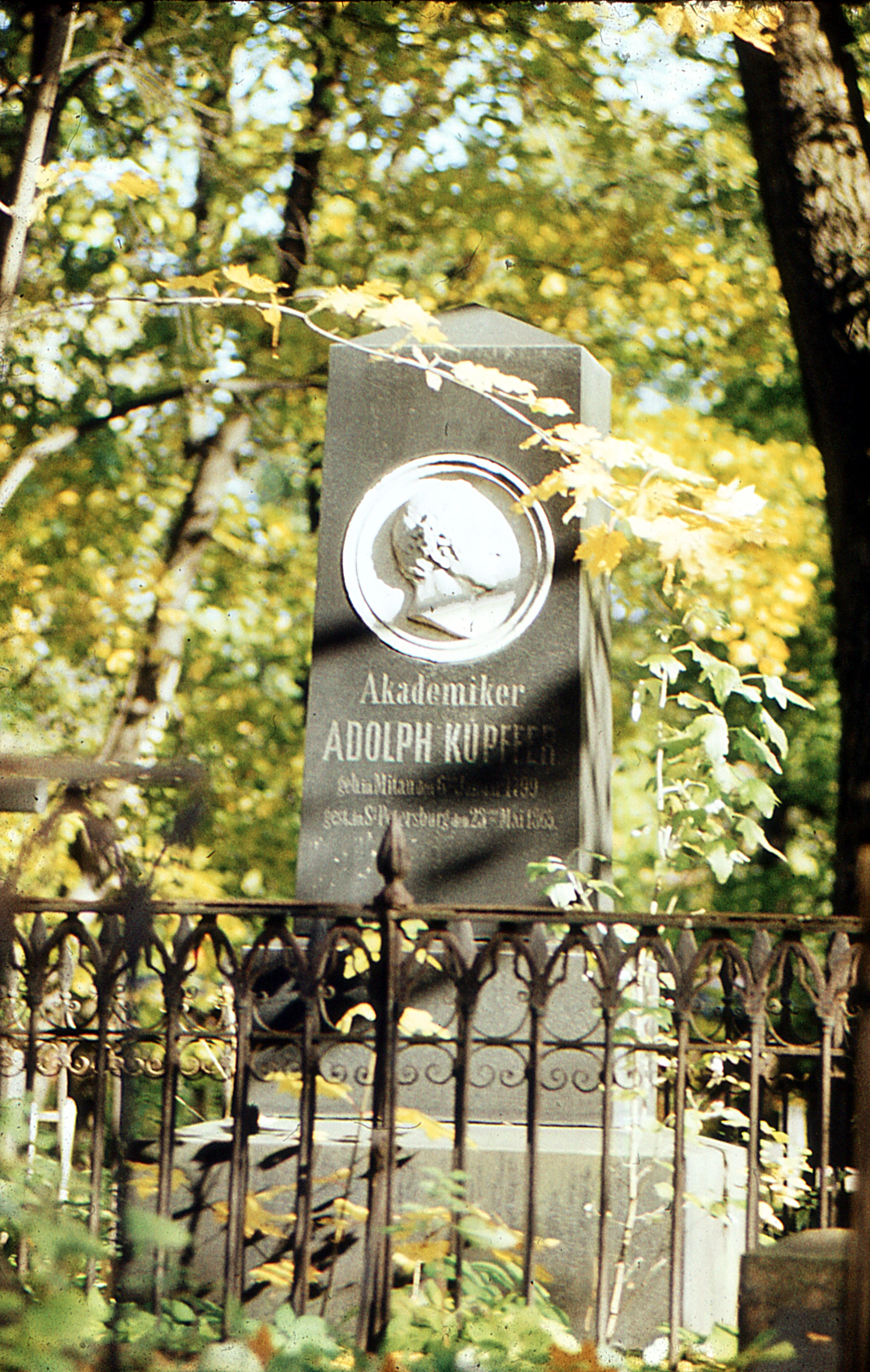
Das Grab von Adolph Theodor Kupffer
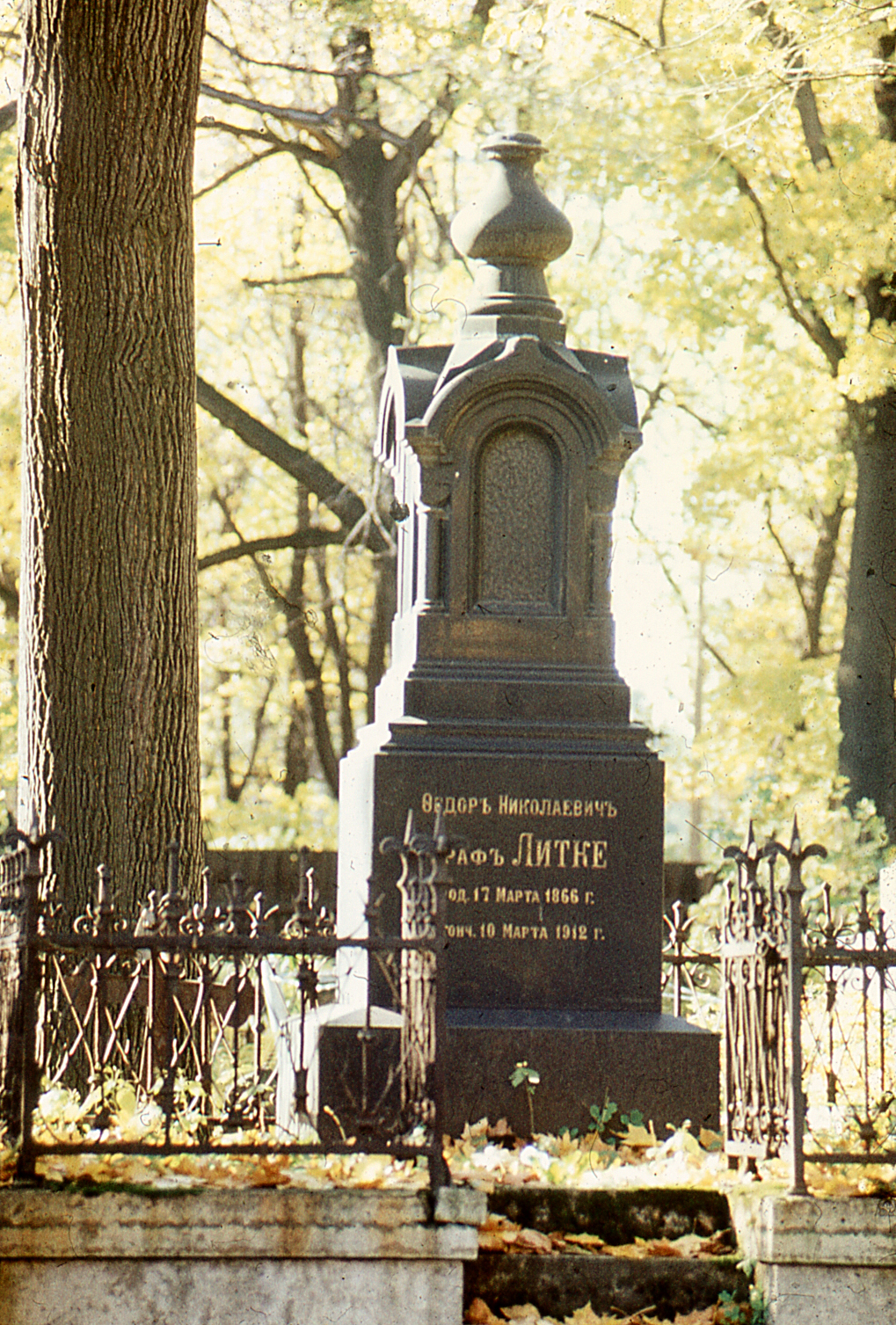
Das Grab von Fyodor Nikolajewitsch Litke
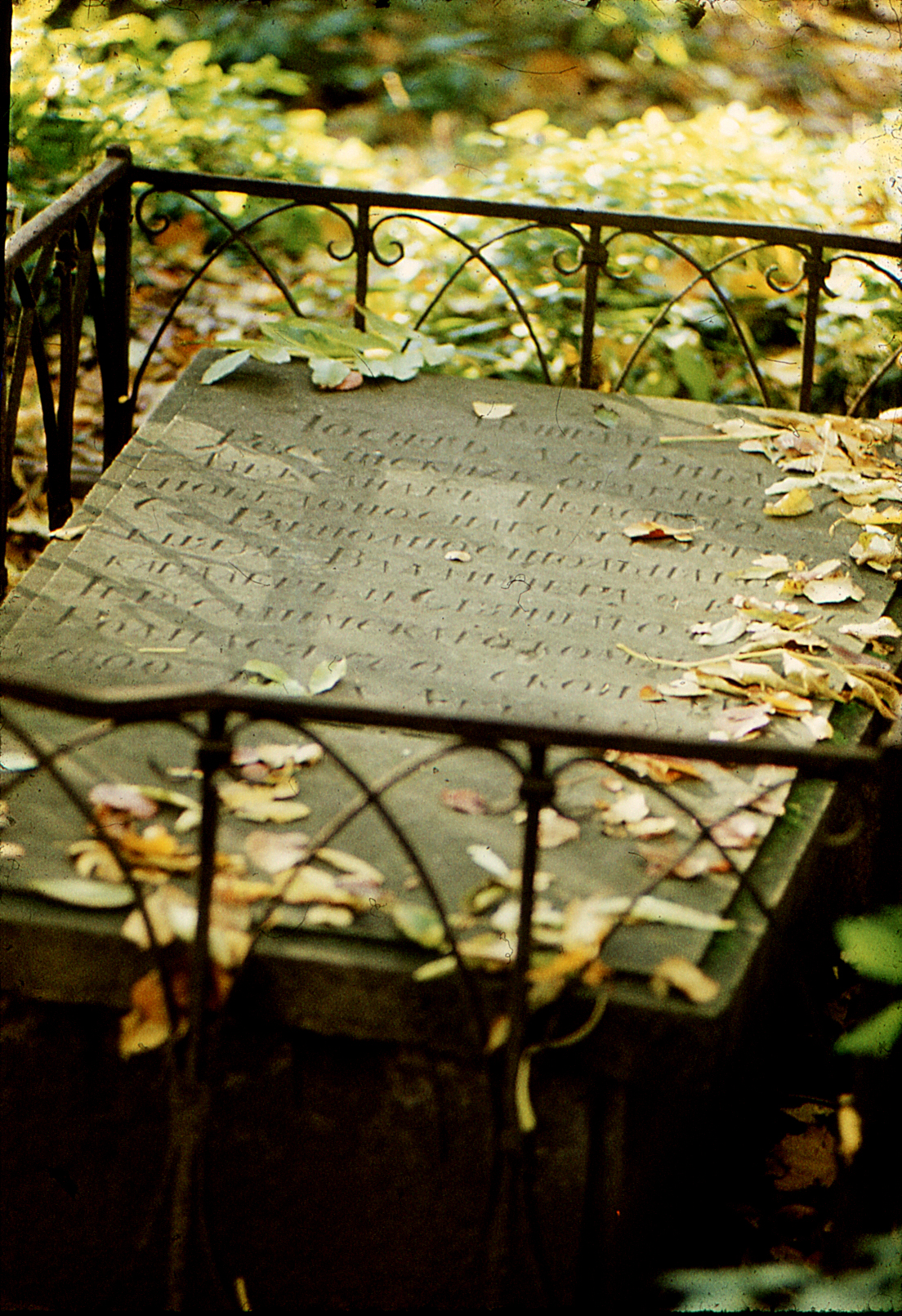
Das Grab von José de Ribas

## Armenischer Friedhof
Auf dem armenischen Friedhof befindet sich die armenische apostolische Kirche aus dem Jahre 1797. Die Architektur wird Georg Veldten zugeschrieben. Die Armenier hatten sich im 18. Jahrhundert auf der Wassiljewski-Insel niedergelassen und den Friedhof gegründet, der bis 1939 in Betrieb war.
Begraben wurde dort Grigori Budagow.

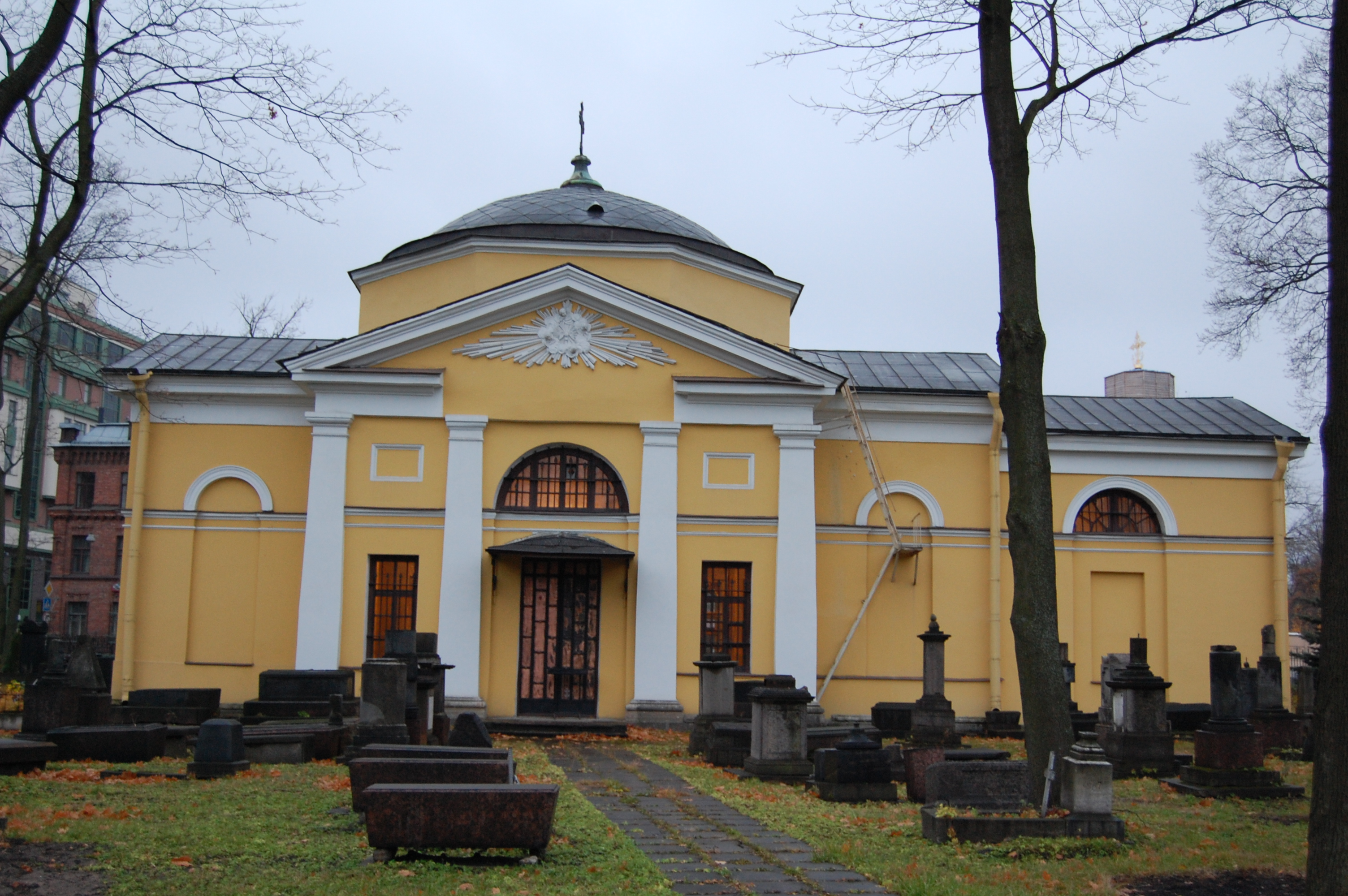
Auferstehungskirche
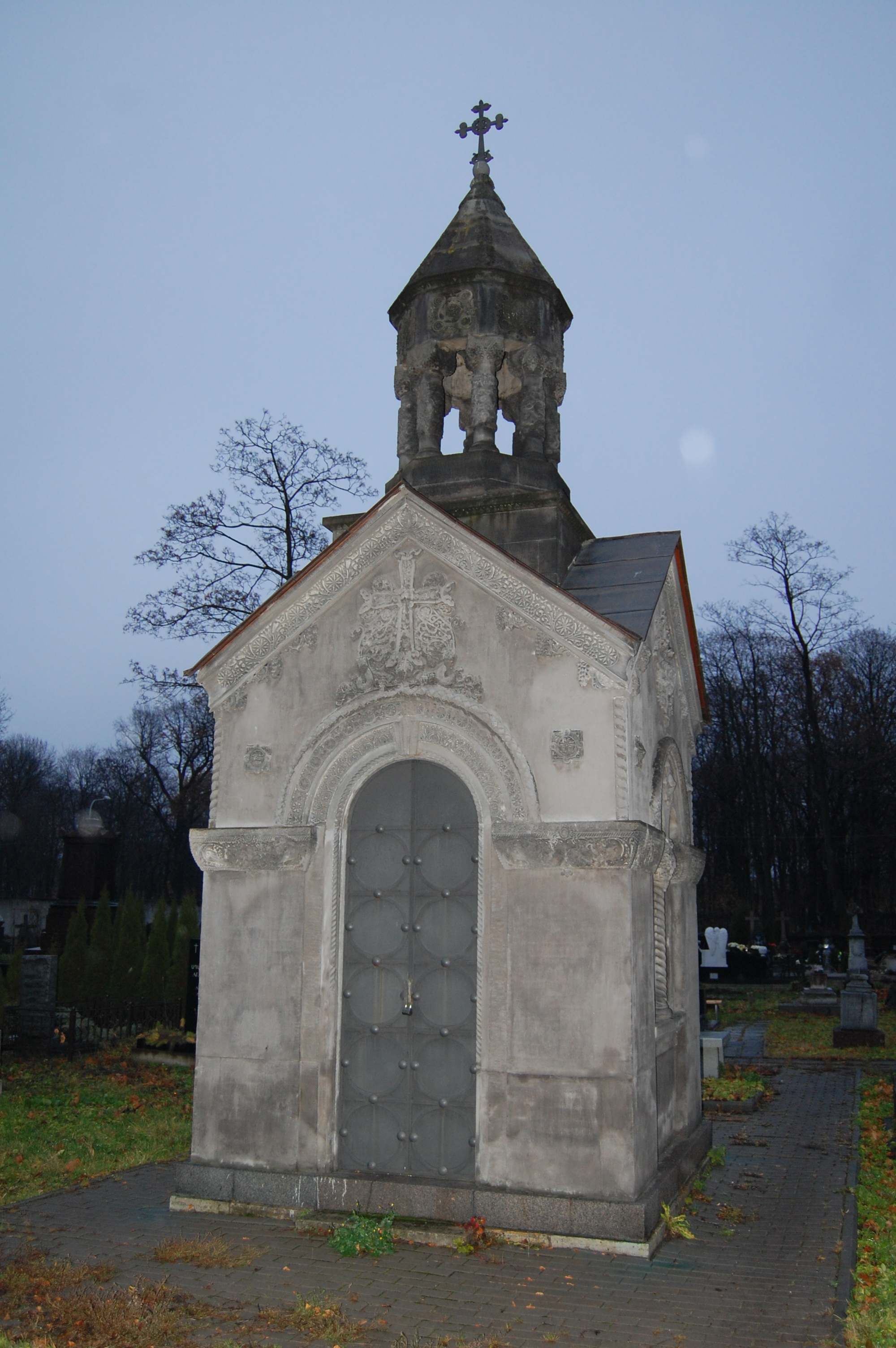
Grabkapelle